# Norwegische Badmintonmeisterschaft 1976
Die Norwegische Badmintonmeisterschaft 1976 fand am 7. und 8. Februar 1976 in der Nidarøhallen in Trondheim statt. Es war die 32. Austragung der nationalen Meisterschaften von Norwegen im Badminton.

## Finalergebnisse
| Disziplin    | Sieger                         | Finalist                            | Ergebnis |
| ------------ | ------------------------------ | ----------------------------------- | -------- |
| Herreneinzel | Petter Thoresen                | Knut Engebretsen                    | 2:1      |
| Dameneinzel  | Kari Histøl                    | Else Thoresen                       | 2:1      |
| Herrendoppel | Haakon Ringdal Petter Thoresen | Harald Nettli Knut Engebretsen      | 2:1      |
| Damendoppel  | Else Thoresen Anne Svarstad    | Kari Histøl Elisabeth Sommerfeldt   | 2:0      |
| Mixed        | Hans Sperre Else Thoresen      | Harald Nettli Elisabeth Sommerfeldt | 2:1      |